# Cohasset (Minnesota)
Cohasset è una città degli Stati Uniti d'America, situata in Minnesota, nella Contea di Itasca.